# Omega Pharma-Quick-Step/2014
Deze pagina geeft een overzicht van de Omega Pharma-Quick Step-wielerploeg in 2014. 

## Algemene gegevens
Sponsors: Omega Pharma, Quick-Step
Algemeen manager: Patrick Lefevre
Ploegleiders: Davide Bramati, Wilfried Peeters, Tom Steels, Brian Holm, Koen Pelgrim, Jan Schaffrath, Rik Van Slycke
Fietsmerk: Specialized
Kleding: Vermarc
Kopmannen: Tom Boonen, Mark Cavendish, Tony Martin, Rigoberto Urán, Michal Kwiatkowski, Gianni Meersman

## Transfers
| Inkomend           | Team 2013          | Uitgaand           | Team 2014           |
| ------------------ | ------------------ | ------------------ | ------------------- |
| Petr Vakoč         | Etixx-IHNed        | Kristof Vandewalle | Trek Factory Racing |
| Julian Alaphilippe | Etixx-IHNed        | Peter Velits       | BMC Racing Team     |
| Thomas De Gendt    | Vacansoleil-DCM    | Jérôme Pineau      | IAM Cycling         |
| Wout Poels         | Vacansoleil-DCM    | Sylvain Chavanel   | IAM Cycling         |
| Mark Renshaw       | Belkin Pro Cycling | Dries Devenyns     | Argos-Shimano       |
| Jan Bakelants      | RadioShack-Leopard | František Raboň    | Specialized Racing  |
| Rigoberto Urán     | Sky ProCycling     | Bert Grabsch       | Gestopt             |

## Renners
| Naam                     | Geboortedatum | Nationaliteit       | Ploeg 2013         |
| ------------------------ | ------------- | ------------------- | ------------------ |
| Julian Alaphilippe       | 11-06-1992    | Frankrijk           | Etixx-IHNed        |
| Jan Bakelants            | 14-02-1986    | België              | RadioShack-Leopard |
| Tom Boonen               | 15-10-1980    | België              |                    |
| Gianluca Brambilla       | 22-08-1987    | Italië              |                    |
| Mark Cavendish           | 21-05-1985    | Verenigd Koninkrijk |                    |
| Thomas De Gendt          | 06-11-1986    | België              | Vacansoleil-DCM    |
| Kevin De Weert           | 27-05-1982    | België              |                    |
| Andrew Fenn              | 01-07-1990    | Verenigd Koninkrijk |                    |
| Michał Gołaś             | 29-04-1984    | Polen               |                    |
| Iljo Keisse              | 21-12-1982    | België              |                    |
| Michał Kwiatkowski       | 02-06-1990    | Polen               |                    |
| Nikolas Maes             | 09-04-1986    | België              |                    |
| Tony Martin              | 23-04-1985    | Duitsland           |                    |
| Gianni Meersman          | 05-12-1985    | België              |                    |
| Serge Pauwels            | 21-11-1983    | België              |                    |
| Alessandro Petacchi      | 03-01-1974    | Italië              |                    |
| Wout Poels               | 01-10-1987    | Nederland           | Vacansoleil-DCM    |
| Mark Renshaw             | 22-10-1982    | Australië           | Belkin Pro Cycling |
| Pieter Serry             | 21-11-1988    | België              |                    |
| Gert Steegmans           | 30-09-1980    | België              |                    |
| Zdeněk Štybar            | 11-12-1985    | Tsjechië            |                    |
| Niki Terpstra            | 18-05-1984    | Nederland           |                    |
| Matteo Trentin           | 02-08-1989    | Italië              |                    |
| Rigoberto Urán           | 26-01-1987    | Colombia            | Sky ProCycling     |
| Petr Vakoc               | 11-07-1992    | Tsjechië            | Etixx-IHNed        |
| Stijn Vandenbergh        | 25-04-1984    | België              |                    |
| Guillaume Van Keirsbulck | 14-02-1991    | België              |                    |
| Martin Velits            | 21-02-1985    | Slowakije           |                    |
| Julien Vermote           | 26-07-1989    | België              |                    |
| Carlos Verona            | 04-11-1992    | Spanje              |                    |

## Overwinningen

### Baanwielrennen
Zesdaagse van Rotterdam
Winnaars: Iljo Keisse & Niki Terpstra
Zesdaagse van Amsterdam
Winnaar: Niki Terpstra

### Veldrijden
Wereldkampioenschap veldrijden
Winnaar: Zdeněk Štybar

### Wegwielrennen
| Ronde van Qatar 1e etappe: Niki Terpstra 2e etappe: Tom Boonen 4e etappe: Tom Boonen Eindklassement: Niki Terpstra Puntenklassement: Tom Boonen Jongerenklassement: Guillaume Van Keirsbulck Ploegenklassement Trofeo Serra de Tramuntana Winnaar: Michał Kwiatkowski Trofeo Platja de Muro Winnaar: Gianni Meersman Ronde van de Algarve 2e etappe: Michał Kwiatkowski 3e etappe: Michał Kwiatkowski 5e etappe: Mark Cavendish Eindklassement: Michał Kwiatkowski Kuurne-Brussel-Kuurne Winnaar: Tom Boonen Strade Bianche Winnaar: Michał Kwiatkowski Driedaagse van West-Vlaanderen 2e etappe: Guillaume Van Keirsbulck Jongerenklassement: Guillaume Van Keirsbulck West-Vlamingenklassement: Guillaume Van Keirsbulck Tirreno-Adriatico 1e etappe (TTT): Petacchi, Renshaw, Trentin, Kwiatkowski, Cavendish, Poels, Urán en Martin 6e etappe: Mark Cavendish Dwars door Vlaanderen Winnaar: Niki Terpstra Driedaagse van De Panne-Koksijde Eindklassement: Guillaume Van Keirsbulck Ploegenklassement Ronde van het Baskenland 2e etappe: Tony Martin 4e etappe: Wout Poels | 6e etappe (ITT): Tony Martin Puntenklassement: Michał Kwiatkowski GP Pino Cerami Winnaar: Alessandro Petacchi Parijs-Roubaix Winnaar: Niki Terpstra Ronde van Turkije 1e etappe: Mark Cavendish 2e etappe: Mark Cavendish 4e etappe: Mark Cavendish 8e etappe: Mark Cavendish Puntenklassement: Mark Cavendish Ronde van Romandië Proloog: Michał Kwiatkowski Ronde van Californië 1e etappe: Mark Cavendish 8e etappe: Mark Cavendish Ronde van Italië 12e etappe (ITT): Rigoberto Urán Ronde van België 1e etappe: Tom Boonen 2e etappe: Tom Boonen 3e etappe (ITT): Tony Martin Eindklassement: Tony Martin Ploegenklassement Heistse Pijl Winnaar: Tom Boonen Critérium du Dauphiné 6e etappe: Jan Bakelants Ronde van Zwitserland Proloog: Tony Martin 4e etappe: Mark Cavendish 6e etappe: Matteo Trentin 7e etappe: Tony Martin Nationale kampioenschappen wielrennen Duitsland - tijdrit: Tony Martin Polen - tijdrit: Michał Kwiatkowski Tsjechië - wegwedstrijd: Zdeněk Štybar | Ronde van Frankrijk 7e etappe: Matteo Trentin 9e etappe: Tony Martin 20e etappe: Tony Martin Ronde van Wallonië 5e etappe: Gianni Meersman Eindklassement: Gianni Meersman Ronde van Polen 2e etappe: Petr Vakoc Eneco Tour 2e etappe: Zdeněk Štybar 7e etappe: Guillaume Van Keirsbulck Ronde van de Ain Proloog: Gianni Meersman 2e etappe: Gianni Meersman 3e etappe: Julian Alaphilippe Jongerenklassement: Julian Alaphilippe Classic de l'Indre Winnaar: Iljo Keisse Ronde van Poitou-Charentes 1e etappe: Mark Cavendish 2e etappe: Mark Cavendish Puntenklassement: Mark Cavendisch Ronde van Spanje 10e etappe: Tony Martin Ronde van Groot-Brittannië 2e etappe: Mark Renshaw 4e etappe: Michal Kwiatkowski 7e etappe: Julien Vermote Wereldkampioenschappen wielrennen Wegrit: Michał Kwiatkowski Memorial Frank Vandenbroucke Winnaar: Zdeněk Štybar Ronde van Peking Bergklassement: Michał Gołaś |

Mannen:   2003 · 2004 · 2005 · 2006 · 2007 · 2008 · 2009 · 2010 · 2011 · 2012 · 2013 · 2014 · 2015 · 2016 · 2017 · 2018 · 2019 · 2020 · 2021 · 2022 · 2023 · 2024 · 2025
Vrouwen:   2019 · 2020 · 2021 · 2022 · 2023 · 2024 · 2025
AG2R-La Mondiale · Astana · Belkin Pro Cycling · BMC Racing Team · Cannondale Pro Cycling Team · Team Europcar · FDJ · Garmin Sharp · Giant-Shimano · Katjoesja · Lampre-Merida · Lotto-Belisol · Team Movistar · Omega Pharma-Quick-Step · Orica-GreenEdge · Team Sky · Tinkoff-Saxo · Trek Factory Racing